# Bahnhof Firenze Belfiore
Firenze Belfiore ist ein in Bau befindlicher Bahnhof im Florentiner Belfiore-Viertel für den Hochgeschwindigkeitsverkehr. Der architektonische Entwurf stammt vom Büro Norman Foster, für die Ingenieurarbeiten ist Arup zuständig. An der Oberfläche ist eine Haltestelle der Linie 2 der Straßenbahn Florenz geplant, die den Bahnhof Belfiore mit dem bisherigen Hauptbahnhof Santa Maria Novella und dem Flughafen Florenz verbinden wird. Der Betrieb sollte ursprünglich im Sommer 2016 aufgenommen werden. Die Tunnelbauarbeiten wurden allerdings zunächst nicht aufgenommen und das potenzielle Eröffnungsdatum auf den Sommer 2020 verschoben. Zuvor sollte geprüft werden, ob alternativ die Straßenbahn einen Tunnel unter Florenz erhalten soll. Im Herbst 2016 mehrten sich dann Stimmen, dass der Foster-Bahnhof nun doch nicht gebaut werden soll. Letztendlich wurde im April 2021 mit den Bauarbeiten begonnen. Die Fertigstellung des Bahnhofs ist für 2027 geplant.
Der neue Eisenbahntunnel soll Florenz von Nord (Bhf Firenze Castello) nach Ost (Campo di Marte) unterqueren. Er soll die Schnellfahrstrecke Bologna–Florenz und die Schnellfahrstrecke Florenz–Rom miteinander verknüpfen. Neben der Beschleunigung des Fernverkehrs sollten so auf den bestehenden alten Strecken auch Trassen für den Nah- und Regionalverkehr frei werden.